# Isojärvi (sjö i Finland, Egentliga Finland, lat 60,95, long 21,33)
Isojärvi är en sjö i Finland. Den ligger i Nystads stad i landskapet Egentliga Finland, i den sydvästra delen av landet, 210 km väster om huvudstaden Helsingfors. Isojärvi ligger 18 meter över havet. I omgivningarna runt Isojärvi växer i huvudsak blandskog. Arean är 44,6 hektar och strandlinjen är 3,95 kilometer lång. Sjön  ingår i Egentliga Bottenhavets avrinningsområde. 